# Blake MacDonald
Blake MacDonald (Cold Lake, 10 de abril de 1976) es un deportista canadiense que compitió en curling. Ganó una medalla de oro en el Campeonato Mundial de Curling Masculino de 2010.

## Palmarés internacional
| Campeonato Mundial | Campeonato Mundial         | Campeonato Mundial | Campeonato Mundial |
| Año                | Lugar                      | Medalla            | Prueba             |
| ------------------ | -------------------------- | ------------------ | ------------------ |
| 2010               | Cortina d'Ampezzo (Italia) | Medalla de oro     | Equipo             |